# محسن کدیور
محسن کدیور (زادهٔ خرداد ۱۳۳۸، فسا)، نویسنده، اندیشمند دینی، و استاد پژوهشی دانشگاه دوک در آمریکاست. او صاحب‌نظر در الهیات، فقه و اندیشهٔ سیاسی شیعه است. و از شاگردان حسینعلی منتظری بوده، و منتقد اسلام سنتی و نظام جمهوری اسلامی ایران است. دائرةالمعارف اندیشهٔ سیاسی اسلامی دانشگاه پرینستون از او به‌عنوان یکی از متفکران مسلمان و متجدد ایرانی معاصر یاد کرده‌است. آثار کدیور در ایران ممنوع‌الانتشار می‌باشند. پدرش منوچهر کدیور، همسرش زهرا رودی و صاحب سه پسر و یک دختر است. جمیله کدیور خواهر اوست.

## تحصیلات
تحصیلات ابتدایی و متوسطه:
تحصیلات ابتدایی را در دبستانِ ابن سینا، تحصیلات دورهٔ اول متوسطه را در دبیرستان شرقی و تحصیلات دورهٔ دوم متوسطه را در دبیرستان دانشگاه پهلوی (توحید) شیراز گذرانید.

تحصیلات دانشگاهی:
در سال ۱۳۵۶ دیپلم ریاضی گرفت و با کسب رتبهٔ ممتاز تحصیل در رشتهٔ مهندسی برق و الکترونیک را در دانشکدهٔ مهندسی دانشگاه پهلوی (شیراز) آغاز کرد، و علی‌رغم گذراندن نیمی از واحدها قبل از انقلاب، با تعطیلی دانشگاه‌ها پس از انقلاب، تحصیل در این رشته را ادامه نداد و علائقش را در علوم انسانی دنبال کرد.

تحصیلات حوزوی:
دورهٔ مقدمات و سطح:
در سال ۱۳۵۹ دروس حوزوی را در شیراز آغاز و در خرداد ۱۳۶۰ وارد حوزهٔ علمیه قم شد. مهم‌ترین استادان وی در دورهٔ مقدمات و سطح عبارت‌اند از: محمدعلی غزنوی معروف به مدرس افغانی (۱۳۶۵–۱۲۸۴)، علی پناه اشتهاردی (۱۳۸۷–۱۳۰۱) و محمد هاشم صالحی (زادهٔ ۱۳۲۴).

دورهٔ سطح عالی:
تحصیلات سطح عالی را از سال ۱۳۶۳ آغاز کرد. مهم‌ترین استادان وی در این مقطع عبارت‌اند از: در اصول فقه: مصطفی اعتمادی تبریزی (۱۳۹۴_۱۳۰۴) و گنجعلی، و در فقه: محمدتقی ستوده (۱۳۷۸–۱۳۰۰) و احمد پایانی (۱۳۷۵–۱۳۰۶)، در فلسفه: یحیی انصاری شیرازی (۱۳۹۳–۱۳۰۶)، و در تفسیر عبدالله جوادی آملی (زادهٔ ۱۳۱۲).

دورهٔ خارج:
وی تحصیل در مرحلهٔ خارج را از سال ۱۳۶۶ شروع کرد. مهم‌ترین استادان علوم نقلی و علوم عقلی وی حسینعلی منتظری نجف‌آبادی (۱۳۸۸–۱۳۰۱) به مدت ده سال و عبدالله جوادی آملی (زادهٔ ۱۳۱۲) به مدت دوازده سال بودند. دیگر استادان دیگر وی در این مرحله عبارت‌اند از: جواد تبریزی (۱۳۸۵–۱۳۰۵)، سید محمود هاشمی شاهرودی (زادهٔ ۱۳۲۷)، سید کاظم حسینی حائری (زادهٔ ۱۳۱۷) و سید محمد روحانی (۱۳۷۶–۱۲۹۹).

اجتهاد:
در زمان مهاجرت کدیور به تهران حسین‌علی منتظری رسیدن شاگرد خود به «مرتبهٔ اجتهاد و استنباط در مسائل اسلامی و اهل نظر بودن در آن‌ها» را گواهی کرده‌است. منتظری در ۷ مرداد ۱۳۸۱ سید محمد علی ایازی، محسن کدیور و احمد قابل را به نمایندگی خود در پاسخ به سؤالات دینی مسلمانان خارج از کشور معرفی کرد.

تحصیلات تکمیلی:
مقطع کارشناسی ارشد:
تحصیل در مقطع کارشناسی ارشد رشتهٔ الهیات و معارف اسلامی در مرکز تربیت مدرس دانشگاه قم را از ۱۳۶۸ آغاز و در سال ۱۳۷۲ به پایان رسانید.

مقطع دکتری:
پس از شش سال تحصیل در مقطع دکتری در سال ۱۳۷۸ از رسالهٔ دکتری خود در فلسفه و حکمت اسلامی با گرایش حکمت متعالیه از دانشگاه تربیت مدرس عنوان «تحلیل انتقادی آرا ابتکاری آقا علی مدرس در حکمت متعالیه» با راهنمایی غلامحسین ابراهیمی دینانی با رتبهٔ ممتاز دفاع کرد.

## تدریس
مدرس حوزه

کدیور از سال ۱۳۶۲ تا ۱۳۷۶ مدرس حوزهٔ علمیه قم بوده از جمله در مدارسی مانند مدرسه علمیهٔ رضویه (مقدمات، منطق و اصول) و در مدرسهٔ گلپایگانی (سطح عالی فقه و اصول) تدریس کرده‌است. مواد تدریس وی عبارت بوده‌است از: مقدمات، معالم الاصول، اصول فقه مظفر (پنج دوره)، شرح لمعه، فرائدالاصول (رسائل شیخ)، مکاسب محرمه، کفایة الاصول آخوند خراسانی در منقول و باب حادی عشر حلی، تجرید الاعتقاد نصیرالدین طوسی، شرح منظومه سبزواری، بدایة و نهایة الحکمة طباطبائی، و الشواهدالربوبیه ملاصدرا در معقول.

استاد دانشگاه

از اوایل دههٔ ۱۳۷۰ تدریس در مراکز آموزش عالی را شروع کرد. وی در سال‌های ۱۳۷۳ تا ۱۳۷۷ به عنوان مدرس مدعو در مقطع کارشناسی ارشد دانشگاه‌های امام صادق، بهشتی و تربیت مدرس و در سال‌های ۱۳۷۲ تا ۱۳۷۶ مدرس گروه فلسفهٔ دانشگاه مفید قم در مقطع کارشناسی بوده‌است. وی از ۱۳۷۹ به عنوان استادیار گروه فلسفه دانشکدهٔ علوم انسانی دانشگاه تربیت مدرس استخدام شد. او همچنین از سال ۱۳۸۳ تا ۱۳۸۵ مدیریت گروه فلسفه این دانشگاه را بر عهده داشت. کدیور از خرداد ۱۳۸۶ به عنوان عضو هیئت علمی گروه فلسفه اسلامی در مؤسسهٔ پژوهشی حکمت و فلسفه ایران به ابن‌سیناپژوهی پرداخت. رتبهٔ دانشگاهی وی در اردیبهشت ۱۳۸۷ به دانشیاری ارتقا یافت.

استاد پژوهشی دانشگاه‌های آمریکا

کدیور در سال ۱۳۸۱ به دعوت برنامهٔ فقه اسلامی دانشکدهٔ حقوق دانشگاه هاروارد به عنوان متخصص مدعو برای دو نیم‌سال تحصیلی به آمریکا رفت. دومین سفر وی به آمریکا در اواسط سال ۱۳۸۷ اتفاق افتاد که به دعوت گروه مطالعات دینی دانشگاه ویرجینیا برای تدریس عازم آن کشور شد، وی از سال ۱۳۸۸ تا بهار ۱۳۹۴ به عنوان استاد مدعو گروه مطالعات دینی دانشگاه دوک آمریکا به تدریس اشتغال داشته‌است. در پائیز ۱۳۹۳ کرسی استاد مدعو ممتاز کوهین در دانشگاه کارولینای شمالی در چپل هیل به وی تعلق گرفت. او از مرداد ۱۳۹۱ تا آذر ۱۳۹۳ عضو گروه اخلاق جهانی بنیاد کارنگی بوده‌است و از پائیز ۱۳۹۴ به‌عنوان استاد پژوهشی گروه مطالعات دینی دانشگاه دوک به‌تدریس اشتغال دارد.

## فعالیت‌ها
فعالیت‌های آموزشی عمومی

وی دروس عمومی تفسیر قرآن را با عنوان «دین پژوهی در پرتو قرآن» در دانشکدهٔ فنی دانشگاه تهران پس از آزادی از زندان از مهر ۱۳۷۹ آغاز کرد. «زن در قرآن» را در سال‌های ۸۲ و ۸۳ ارائه کرد. از اسفند ۱۳۸۳ تا بهار ۱۳۸۷ مباحث «قرآن و انسان معاصر» را در حسینیهٔ ارشاد شامل مباحث خدا و انسان، سنن الهی و مناسک دینی عرضه داشت. او سخنران اصلی شب‌های قدر و عاشورا و دیگر مراسم در حسینیهٔ ارشاد و کانون توحید در دههٔ هشتاد بود. این سخنرانی‌ها از سال ۱۳۸۷ در مراکز دینی و فرهنگی ایرانیان مقیم آمریکا ادامه یافته‌است. از سال ۱۳۹۳ شرح رساله‌های فارسی عرفانی سهروردی را در حلقهٔ فرهنگ و خرد دانشگاه کارولینای شمالی در شهر چپل هیل عرضه کرده‌است.

فعالیت‌های پژوهشی

کدیور از بدو تأسیس معاونت اندیشهٔ اسلامی مرکز تحقیقات استراتژیک (مرکز پژوهشی تابع نهاد ریاست‌جمهوری و از سال ۱۳۷۶ تابع مجمع تشخیص مصلحت نظام) در پائیز ۱۳۷۰ تا زمستان ۱۳۷۷ به عهده داشت، که به درخواست وی این بخش از مرکز تا ۱۳۷۶ در قم فعالیت می‌کرد. ریاست این مرکز از بدو تأسیس تا سال ۱۳۷۱ با سید محمد موسوی خوئینی‌ها و بعد از آن با حسن روحانی بود. سعید حجاریان هم از آغاز معاون سیاسی این مرکز بود. دوستی کدیور و حجاریان از این مقطع آغاز شد.

وی از ۱۳۷۷ تا ۱۳۸۲ دبیر مجموعهٔ فلسفه و کلام شرکت انتشارات علمی و فرهنگی، و از ۱۳۷۷ تا ۱۳۸۴به‌همراه عزت‌الله سحابی عضو شورای پژوهشی مؤسسهٔ عالی پژوهشی تأمین اجتماعی (به مدیریت علی اکبر شبیری‌نژاد) بود.
در تابستان سال ۱۳۸۵ به‌همراه محمدعلی کوشا و محمدعلی ایازی اقدام به تأسیس بنیادی برای تنظیم و نشر آثار نعمت‌الله صالحی نجف آبادی (نویسندهٔ کتاب شهید جاوید) تحت عنوان بنیاد صالح نمود

در ماه‌های آخر زندگی دوست و همدرسش احمد قابل (آبان ۱۳۹۱–۱۳۳۶) زمانی که وی در بستر بیماری بود کدیور کتاب مبانی شریعت وی را از دست‌نوشته‌هایش تدوین و منتشر کرد و تا قبل از نخستین سالگردش هفت جلد دیگر از آثار وی را همراه با یادنامهٔ وی تنظیم و در قالب کتاب الکترونیکی منتشر نمود. کدیور در بیش از پنجاه کنفرانس و سمینار در دانشگاه‌های آمریکا، اروپا، ژاپن و استرالیا با ایراد مقاله سخنرانی کرده‌است.

فعالیت‌های مدنی

کدیور ریاست انجمن دفاع از آزادی مطبوعات را از آغاز تأسیس آن (۱۳۷۸) تا بهمن ۱۳۹۲ بر عهده داشته‌است. در سال ۱۳۸۲ بعد از زلزلهٔ بم ابوالفضل بازرگان، پیمان، سروش، عزت‌الله سحابی، صباغیان، احمد صدر حاج‌سیدجوادی، اعظم طالقانی، کدیور، علی‌اکبر معین‌فر و ابراهیم یزدی گروه تعاون و امداد ملی برای بازسازی بم تشکیل دادند.

فعالیت‌های سیاسی

کدیور یکی از بنیان‌گذاران شبکهٔ مجازی جنبش راه سبز (جرس) (تیر ۱۳۸۸ تا آخر اسفند ۱۳۹۳) و از اعضای شورای سیاست‌گذاری آن بود. او از جملهٔ ۱۵ فعالِ سیاسی و مدنی بود که در بهمن ۱۳۹۶ با تأکید بر «اصلاح‌ناپذیری» نظام جمهوری اسلامی ایران خواستار برگزاری همه‌پرسی تحت نظارت سازمان ملل متحد برای «گذار مسالمت‌آمیز» از حکومت فعلی «به یک دموکراسی سکولار پارلمانی» شد.

## محدودیت‌ها و ممنوعیت‌ها

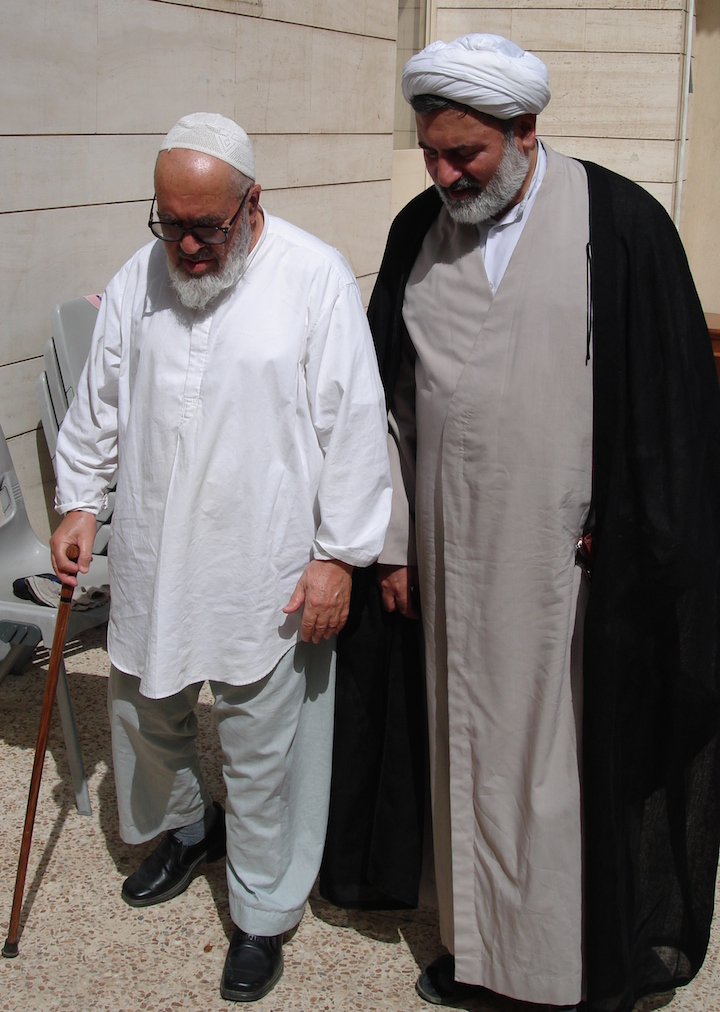
محسن کدیور و حسینعلی منتظری، قم ۱۳۸۴

قبل از انقلاب

کدیور در اردیبهشت ۱۳۵۷ توسط مأموران ساواک در مراسم چهلم شهدای مردم یزد بازداشت و در عادل‌آباد شیراز نخستین تجربهٔ زندان خود را چشید و به جرم برهم زدن نظم و اقدام علیه امنیت ملی محاکمه شد.

محدودیت در تدریس و سخنرانی

کدیور از تابستان ۱۳۶۶ در صحت برخی تصمیم‌های کلان سیاسی جمهوری اسلامی تردید کرد و به بازنگری قانون اساسی جمهوری اسلامی در سال ۱۳۶۸ رأی منفی داد. بعد از انتشار نخستین مقالاتش در حوزهٔ اندیشهٔ سیاسی، به‌تدریج از سال ۱۳۷۴ برای وی در قم تضییقاتی ایجاد شد. این تضییقات در آغاز در جلوگیری از سخنرانی در برخی همایش‌ها و سپس به محیط‌های آموزشی کشید. در شهریور ۱۳۷۴ نمایندهٔ خامنه‌ای در قم از برگزاری درس کدیور در مدرسهٔ فیضیه جلوگیری کرد. از سال ۱۳۷۷ در «دانشگاه امام صادق» تهران ممنوع‌التدریس شد. از سوی انصار حزب‌الله اعلام شد سروش و کدیور، همانند سلمان رشدی، مرتد هستند.

رد صلاحیت

در تابستان ۱۳۷۷ کدیور نامزد نمایندگی دورهٔ سوم مجلس خبرگان رهبری در حوزهٔ انتخابیهٔ استان تهران شد. شورای نگهبان او را رد صلاحیت کرد کدیور بعد از بی‌پاسخ ماندن اعتراض به رد صلاحیتش از فقهای شورای نگهبان به هیئت پیگیری و نظارت بر اجرای قانون اساسی شکایت کرد حسین مهرپور، دبیر هیئت و مشاور رئیس‌جمهور خاتمی، دو نامه به احمد جنتی، دبیر شورای نگهبان، نوشت و درخواست کرد مطابق قانون اطلاعات لازم دربارهٔ رد صلاحیت وی و مستندات آن در اختیار این هیئت قرار گیرد. احمد جنتی، دبیر شورای نگهبان، طی دو پاسخ به مشاور رئیس‌جمهور چنین حقی را مطلقاً برای رئیس‌جمهور به رسمیت نشناخت. سید محمد خاتمی، ریاست جمهور وقت، در دو نامهٔ کوتاه خود به مشاورش بازخواست از نهادهای ناقض قانون اساسی و اعلام عمومی کارشکنی چنین نهادهایی، یعنی شورای نگهبان را لازم دانست، اما به مصلحت ندید این تخلفات را اعلام عمومی کند.

محاکمه و زندان

به دنبال قتل‌های زنجیره‌ای آذر ۱۳۷۷، کدیور در چند یادداشت به ترور دگراندیشان توسط برخی عناصر وزارت اطلاعات دولت اصلاحات به‌شدت اعتراض کرد وی طی سخنرانی شب‌های قدر دی ۱۳۷۷ در تهران و اصفهان دربارهٔ پیامدهای زیرپاگذاشتن حق حیات در جامعهٔ دینی و حرمت شرعی ترور سخنرانی کرد. کدیور در بهمن ۷۷ در مصاحبهٔ تفصیلی با روزنامهٔ خرداد کارنامهٔ بیست‌سالهٔ انقلاب ۱۳۵۷ را مورد تحلیلِ انتقادی قرار داد. وی در تاریخ ۲۸ بهمن توسط دادسرای ویژهٔ روحانیت تهران احضار و به‌دنبال دو روز بازجویی در ۸ اسفند ۱۳۷۷ بازداشت و به زندان اوین منتقل شد. چهل و هفت روز بعد دادگاه ویژه روحانیت در جلسه‌ای نیمه‌علنی بدون حضور هیئت‌منصفه، کدیور را محاکمه کرد و مجرم شناخت.

در این محاکمه دادستان ویژهٔ تهران ابراهیم نکونام، قاضی محمد سلیمی، رئیس کل دادگاه ویژه غلام‌حسین محسنی اژه‌ای بودند. در حکم دادگاه ویژه روحانیت آمده بود که کدیور مسئولیت قتل‌های زنجیره‌ای را متوجه نظام نموده‌است و جمهوری اسلامی را در مصاحبه‌اش، بازتولید روابط سلطنتی سابق معرفی کرده‌است. بر این اساس به‌واسطهٔ نشر اکاذیب جهت تشویش اذهان عمومی به یک سال حبس و به‌واسطهٔ تبلیغ علیه نظام جمهوری اسلامی به شش ماه دیگر حبس محکوم نمود. او پس‌از تحمل کامل دوران حبس، روز ۲۶ تیر ۱۳۷۹ از زندان اوین آزاد شد. کدیور پس از ابلاغ حکم تجدیدنظر تصریح کرد: «مبارزه با استبداد دینی را ادامه خواهم داد.»

اخراج و انفصال دائم

روی کار آمدن محمود احمدی‌نژاد و فشار بر استادان دگراندیش دانشگاه‌ها، باعث حذف کدیور از دانشگاه تربیت مدرس در خرداد ۱۳۸۶ شد. این اتفاق اعتراضات دانشجویان و محافل روشنفکری را به همراه داشت. در آن زمان فرهاد دانشجو رئیس دانشگاه تربیت مدرس، رضا اکبریان رئیس دانشکده علوم انسانی و محمد سعیدی مهر مدیر گروه فلسفه بودند.

بالاخره پس از شدت گرفتن انتقادات کدیور از استبداد دینی در جنبش سبز، مؤسسهٔ پژوهشی حکمت و فلسفه ایران در نخستین روزهای ریاست عبدالحسین خسروپناه با فشار وزارت علومِ در زمان وزارت کامران دانشجو در خرداد ۱۳۹۰ حکم اخراج کدیور از محل خدمت و انفصال دائم وی را از خدمات دولتی به اتهام «انتشار مقالات توهین آمیز علیه ارکان نظام مقدس جمهوری اسلامی، جایگاه ولایت فقیه و شخص مقام معظم رهبری و تبلیغ علیه نظام» و نیز غیبت غیرموجّه صادر کرد.

ممنوع‌القلمی

این در حالی است که از سال ۱۳۸۸ وب‌سایت کدیور در ایران فیلتر، و انتشار آثار جدید، حتی تجدیدِچاپ کتاب‌های قبلی و نیز درج هر مطلبی از وی در مطبوعات کشور ممنوع شده‌است. البته وزرای ارشاد دولت‌های دهم و یازدهم ادعا می‌کنند که در ایران نویسندهٔ ممنوع‌القلم نداریم.

## دیدگاه‌ها
اصلاح ساختاری میراث اسلامی، پالایش بنیادی اندیشهٔ شیعی و تعامل سنت و تجدد دغدغه‌های اصلی کدیور است. موارد زیر رئوس بخشی از آراء وی است.

### الهیات انتقادی
نظریهٔ علمای ابرار

اندیشهٔ مسلط (نیمهٔ دوم سدهٔ سوم تا اواخر سدهٔ چهارم) و اندیشهٔ مطرح (از اوایل سدهٔ پنجم) در جامعهٔ شیعی رویکرد بشری به مسئلهٔ امامت بوده‌است؛ و اوصاف بشری ائمه از قبیل علم لدنی، عصمت، و نصب و نص‌الهی (نه نص از جانب امام قبل یا پیامبر) از صفات لازم ائمه شمرده نمی‌شده‌است یا حتی به عنوان غلو مورد انکار عالمان شیعه واقع شده‌است. در آن زمان شیعیان اگرچه خود را به نص و وصیت پیامبر ملزم به اطاعت از تعالیم ائمه می‌دانستند، اما امامان را عالمان پرهیزکاری بدون هرگونه صفت فرابشری می‌شناختند. در این دو قرن تغلیظ فضائل ائمه و ترویج اوصاف فرابشری ایشان رهاورد اندیشهٔ مفوّضه است که به‌تدریج نمایندگی اندیشهٔ تشیع را به دست گرفت و با نوعی تعدیل کلامی از سدهٔ پنجم به بعد به اندیشه رسمی تشیع بدل شد.
مطالعهٔ انتقادی منابع اعتقادی

فضایلِ فرابشریِ ائمه مستندی جز روایات ندارد (البته با چشم پوشی از آیاتی چون آیهٔ تطهیر که در شأن اهل البیت نازل شده‌است) اکثر این روایات به‌لحاظ سندی فاقد اعتبارند (بیش از هفتاد درصد/خیلی دقیق). در اخبار واحدی که به لحاظ سندی معتبرند، با توجه به دسیسهٔ غُلات و مُفَوِّضِه در جعلِ احادیثِ متعدد در فضائلِ فرابشریِ ائمهٔ هدی (ع)، اصل بر عدمِ صدورِ این‌گونه روایات است، مگر خلاف آن اثبات شود. اساساً در اصول دین و مسائل اعتقادی، با خبر واحد ظنّی نمی‌توان اصلی از اصول دین و مسئله‌ای از مسائل اعتقادی را اثبات کرد. ادعای تواتر روایات در حوزه فضائلِ فرابشریِ ائمه مسموع نیست. اگر فضائلِ فرابشری ائمه تعبّدی محسوب شدند، در این صورت علاوه بر اینکه این تعبّد محتاج دلیل معتبر است، امر تعبّدی در حوزهٔ اعتقادی نمی‌تواند واجب الاعتقاد باشد، بلکه اگر علمِ آن برای کسی اتفاق افتاد، اعتقادش لازم می‌شود.

### اصلاح ساختاری فقه
اجتهاد در مبانی و اصول

فقه سنتی خود را در «اجتهاد در فروع» محصور کرده‌است. تفقّه به روش دیگری نیازمند است: به «اجتهاد در مبانی و اصول». «اجتهاد در مبانی» یعنی اجتهاد در مبانی جهان‌شناسی، معرفت‌شناسی، انسان‌شناسی و الهیاتی و توجه به دستاوردهای فلسفهٔ اخلاق، فلسفهٔ حقوق، فلسفهٔ سیاست و به‌طور کلی علوم مرتبط با موضوع حکم شرعی. «اجتهاد در اصول» یعنی اجتهاد در اصول فقه از قبیل توجه به اصول هرمنوتیک، «نگاه تاریخی» به متن، بازخوانی متن در زمینه، قرآن به مثابهٔ «کتاب هدایت» (نه کتاب قانون)، شریعت به‌مثابهٔ «ارزش‌های اخلاقی» (نه نظام حقوقی)، و رعایت چهار اصل لزوم عقلایی بودن، عادلانه بودن، اخلاقی بودن و کارآمدتر بودن نسبت به راه‌حل‌های رقیب در زمان استنباط حکم شرعی.
... منحنی تحول اندیشهٔ دینی در ایران، به‌ویژه در سدهٔ اخیر، رشد شتابنده‌ای را نشان می‌دهد. این تحول را می‌توان به گذار از تلقی تاریخی از دین به تلقی معنوی و معطوف به‌غایت دین‌داری تعبیر کرد. مراد از اسلام تاریخی، غلبهٔ فرهنگ و مقتضیات زمانی و مکانی و شرایط خاص عصر نزول به عنوان مناسبات و قالب‌های قدسی، تغییرناپذیر، آرمانی و مطلوب بر اندیشهٔ اسلامی است؛ گویی قالب و صورت اصیل اسلام، قالب و صورت زمان بعثت است و به میزانی که از آن گذشته مقدس دور می‌شویم، از اسلام اصیل و واقعی دور شده‌ایم … در مقابل، اسلام معنوی و غایت‌مدار، با درنَوَردیدن شرایط زمانی و مکانی عصر تکوین دین، دینداری را در معرفت و تحقق روح دین و غایات اسلام می‌داند … یعنی گذار از مسائل زمانمند به متن ثابت و فرازمانی دین …— محسن کدیور، متن سخنرانی «از اسلام تاریخی به اسلام معنوی» - کتاب سنت و سکولاریسم- صفحات ۴۰۵ و ۴۰۶ (انتشارات: مؤسسهٔ فرهنگی صراط)
دو محور اصلاح شریعت

قرآن البته می‌تواند منبع الهام قانون باشد اما یقیناً کتاب قانون نیست. قرآن منبع ارزش‌های اخلاقی است. بخش عظیمی از سنت اسلامی دربارهٔ اخلاق است. تصویر اسلام و شریعت در زمان پیامبر تصویری اخلاقی بوده‌است نه حقوقی و قانونی. پیامبر رسالت خود را شرعی و فقهی معرفی نکرد بلکه گفت برای تکمیل مکارم اخلاقی مبعوث شده‌ام. دو نقطهٔ عطف در تاریخ اسلام اتفاق افتاده‌است:
نقطهٔ عطف اول در زمان صحابه و تابعین رخ داده‌است و آن انتقال از «اخلاق‌محوری» به «فقه‌محوری» شریعت است. نسبت فقه به اخلاق در میان آثار علمای مسلمان حداکثر ۱۰۰ به ۱ است، یک فقه بسیار فربه و یک اخلاق بسیار لاغر. عملاً اخلاق شرط الزامی اجتهاد و فتوا نبوده‌است. نقطهٔ عطف دوم در حدود دههٔ سی و چهل هجری شمسی در جهان اسلام اعم از سنی و شیعه رخ داده‌است، مشخصاً «اسلام سیاسی» تولیدشده در آثار متفکران پیشروِ مصر، ایران و پاکستان (از قبیل سید قطب، خمینی و ابوالاعلی مودودی علی‌رغم برخی اختلاف نظرهایشان) و آن «شریعت به مثابهٔ نظام قانونی ایده‌آل» به جای شریعت به‌مثابهٔ احکام عملی. حکومت اسلامی (theocracy) میوهٔ این نظریه است، که در آن شریعت به مثابهٔ قانون حکومتی و حدود شرعی بارزترین مظهر آن است. در این نظریه دو کارکرد محمد پیامبری و زمامداری با هم خلط شده‌است.

### اسلام و حقوق بشر
حقوق بشر و اسلام سنتی

در شش محور ۱) عدم تساوی حقوقی غیرمسلمانان با مسلمانان، ۲) عدم تساوی حقوقی زنان با مردان، ۳) عدم تساوی حقوقی بردگان با انسان‌های آزاد، ۴) عدم تساوی عوام با فقیهان درحوزهٔ امورِ عمومی، ۵) آزادی عقیده و مذهب و مجازات ارتداد، ۶) نفی مجازات‌های خودسرانه، خشن و شکنجه موضع اسناد حقوق بشر در مقایسه با احکام اسلام سنتی، قابل‌دفاع‌تر، عقلایی‌تر، عادلانه‌تر و ارجح است و احکام اسلام سنتی در زمان ما در این مواضع قابل‌پذیرش نیست.
آنچه به عنوان اعلامیه‌های حقوق بشر اسلامی عرضه شده از جمله اعلامیهٔ اسلامی حقوق بشر اجلاس ۱۹۹۰ قاهره از شش محور فوق تنها برده‌داری را نفی کرده، اما در مورد پنج محور دیگر تعارض اسلام سنتی با اندیشهٔ حقوق بشر کاملاً ناموفق بوده‌اند و مسئله را به کلی‌گویی، ابهام، اجمال یا سکوت برگزار کرده‌اند و عملاً بر تعارض صحه گذاشته‌اند.
حقوق زنان

عالمان مسلمان به تأسی از ارسطو عدالت را به عدالت استحقاقی بر مبنای تساوی تناسبی تفسیر کرده‌اند و زنان را به دلیل استعداد ذاتی کمتر مستحق حقوق کمتری دانسته‌اند، و از مردسالاری به عنوان مقتضای عدالت و شریعت دفاع کرده‌اند. عقلانیت معاصر انسان را از آن حیث که انسان است صاحب حق شناخته‌است، لذا از تساوی بنیادی و عدالت مساواتی دفاع می‌کند. آیات و روایاتی که ظهور در عدم تساوی حقوقی و برتری حقوقی مردان بر زنان دارند احکام موقت محسوب می‌شوند که زمان اعتبارشان به‌سر آمده‌است. بر مبنای عدالت مساواتی و تساوی بنیادی با اینکه زنان به لحاظ بدنی و روانشناختی با مردان تفاوت دارند، از حقوق مساوی با مردان برخوردارند چرا که انسانند و این انسان است که صاحب حق و تکیف و کرامت و امانت و خلافت الهی است نه جنسیت و رنگ و نژاد و طبقه و دین و عقیده سیاسی او. این مبنا با روح قرآن و موازین اسلام سازگارتر است و مستندات عدم تساوی حقوقی به دلیل موقت بودن مانعی برای تساوی حقوقی محسوب نمی‌شوند.
حجاب و عرف

نوع پوشش و لباس تابع شرائط زمانی و مکانی و عرف محلی و امری اختیاری است. زنان مؤمنه در جوامع و شرائطی که پوشانیدن سر و گردن و مو و به‌طور کلی تمام بدن غیر از وجه و کفین و قدمین متعارف است به نحوی که بر نپوشانیدن آن‌ها مفسده مترتب می‌شود به حکم ثانوی موظفند این مواضع را بپوشانند. در جوامعی که این حد از پوشش متعارف نیست و بر نپوشاندن این مواضع مفسده‌ای مترتب نیست، پوشاندن آن‌ها الزامی نیست و این مواضع از بدن همانند صورت «زینت ظاهر» محسوب می‌شود که در آیه ۳۱ سورهٔ نور از پوشانیدن استثنا شده‌اند: «ولا یبدین زینتهن الا ما ظهر منها». تشخیص مفسده مثل مصداق هر حکم ثانوی دیگر با خود مکلفین است. اجبار بر بی‌حجابی خلاف شرع بود. اجبار بر رعایت حجاب نیز فاقد مستند معتبر شرعی و در نتیجه خلاف شرع است. حجاب با رعایت حدود شرعی آن اختیار زنان مؤمنه است.
مجازات ارتداد و آزادی مذهب

حکم به مهدورالدّم بودن افراد به اتهام ارتداد یا سبّ‌النبی فاقد مستند معتبر شرعی از کتاب و سنت و اجماع و عقل است؛ بلکه برخلاف قرآن و عقل بوده و به‌دلیل مفاسد متعدد مترتب بر آن، یقیناً موجب وهن اسلام است. صدور حکم قضایی، تنها به‌عهدهٔ محکمهٔ صالح و اجرای آن تنها در صلاحیت ضابطین قضایی است. حکم فقیه جامع شرایط فتوا، از محکمهٔ صالحه کفایت نمی‌کند. خروج از دین و ارتداد هیچ مجازات دنیوی ندارد. اعدام افراد به‌دلیل اهانت به پیامبر و قرآن و مقدسات دینی، امری غیرقابل دفاع است.
حق حیات، ربطی به عقیده ندارد. عقیده هرچه هست، درست و غلط در دنیا، نه مستوجب برخورداری از مزیتی است و نه مستحق عقوبتی. نتایج صحت و سقم عقیده در آخرت بروز می‌کند. آنچه مدار مجازات دنیوی است، عمل مجرمانه است؛ حتی هر گناه شرعی، مجازات دنیوی ندارد. ارتداد یعنی خروج از اسلام با هر نیتی، شرعاً مجازات دنیوی ندارد؛ چه برسد به اعدام.

### خداسالاری و مردم‌سالاری
اسلام و دموکراسی

اسلام سنتی در موارد ذیل با دموکراسی، ناسازگار است:
1. دراصل نظرات همگانی در سه نکتهٔ عدم پیش‌بینی نهاد نظارت مردمی بر حکومت، تقلیل نظارت همگانی به نظارت عمومی مسلمانان، عدم جواز ورود زنان در نظارت بر مناصبی که در این دیدگاه شرعاً از بر عهده‌گرفتن آن محرومند.
2. در اصل برابری سیاسی در چهار محور تبعیض مذهبی، تبعیض جنسیتی، تبعیض بردگی و تبعیض فقهی.
3. در اصل امکان تصمیم‌گیری عمومی دربارهٔ مقررات و سیاست‌ها در تمامی موارد یا حداقل در حوزه احکام شرعی الزامی.

ب: اسلام نواندیش در اصول سه‌گانه فوق با دموکراسی سازگار است.
اصلاح دینی

گذار به دموکراسی و اصلاح دینی دو پروژهٔ جدا هستند. اگرچه به دلیل برجسته‌بودن نقش دین در بخش وسیعی از ایرانیان و دعاوی غلیظ مذهبی حکومت ایران‌گذار به دموکراسی به نحوی از انحا به بازبینی جایگاه دین در دولت مرتبط می‌شود، اما حتی در چنین جامعه‌ای و این ساختار سیاسی نیز نباید دموکراسی را تابع اصلاح دینی فرض کرد. در نیم‌قرن اخیر ایران روشنفکری یا نواندیشی دینی غالباً با اصلاح سیاسی گره خورده‌است، و این نحوه از اصلاح فکر دینی عملاً به تابعی از اصلاح سیاسی فروکاسته شده، و روشنفکران یا نواندیشان دینی را به عقبهٔ فرهنگی فعالان سیاسی اصلاح‌طلب تبدیل کرده‌است. این نحوهٔ روشنفکری یا نواندیشی دینی اگرچه برای اصلاح سیاسی منافعی دارد، اما برای اصلاح دینی نه تنها مفید فایده نیست، بلکه کاملاً مضر است.

### اسلام و سکولاریسم
حکومت سکولار

تعیین‌کنندهٔ نهاییِ شکل حکومت آیندهٔ ایران، ملت ایران هستند که با یک رفراندم آزاد سالم چندگزینه‌ای نظام مطلوب خود را انتخاب خواهند کرد. مدل مطلوب حکومتی من حکومت دموکراتیک سکولار است، به این معنا که کلیهٔ نهادها، مقامات، قوانین و تصمیمات آن بدون هیچ استثنایی به‌شیوهٔ دموکراتیک تعیین می‌شود، با رأی مردم می‌آیند، با رأی مردم می‌روند (همچون احمدی‌نژاد)، تحت نظارت نهادینهٔ مردم در اتاق شیشه‌ای قرار می‌گیرند. هیچ امتیاز و حق ویژه‌ای برای هیچ فرد و صنف و طبقه‌ای پذیرفته نیست. هیچ مقام مادام‌العمر و فوق قانون در آن وجود ندارد. همهٔ قوانین با رضایت نمایندگان مردم وضع، تفسیر و نسخ می‌شوند. حقوق پایهٔ همهٔ شهروندان تضمین می‌شود، حقوقی که در هیچ شرائطی مطلقاً قابل‌نقض نیست. یکی از این حقوق امکان تبدیل اقلیت به اکثریت است.
اسلام سیاسی

اسلام سیاسی چهار مؤلفه دارد: یک. سیاست زیرمجموعهٔ دیانت، دو. استفاده از ظرفیت‌های اسلام برای بسیج توده‌ها در زمان انقلاب و استقرار نظام، سه. حق ویژهٔ فقها در حوزهٔ سیاسی، چهار. شریعت به مثابهٔ قانون کشور. مقابل اسلام سیاسی دو گونهٔ اسلام غیرسیاسی و اسلام مدنی است. مراد از اسلام مدنی سیاست‌ورزی مسلمانان در جامعهٔ مدنی در نظام سکولار است.

### نقد ساختاری ولایت فقیه
نظریهٔ ولایت فقیه

نظریه‌های متعددی دربارهٔ دولت، زمامداری و ادارهٔ امور جامعه از سوی فقیهان شیعه به‌ویژه فقهای متأخر مط‌رح شده‌است. تعدد این نظریه‌ها نشان می‌دهد که در باب دولت هیچ نظریه‌ای ضروری دین و مذهب یا ضروری فقه محسوب نمی‌شود، به نحوی که انکارش مستوجب عقوبت باشد، حتی نظریهٔ متفق‌علیه فقیهان در دست نیست.
اعتقاد به «برابری» انسان‌ها در تمامی شئون (یا بعضی شئون) با اندیشهٔ ولایت شرعی در تضاد است. لازمهٔ غیرقابل انفکاک ولایت فقهی، محجوریت است. مولّی علیهم (افراد تحت ولایت) کسانی هستند که در حوزهٔ ولایت شرعاً ناتوان از تصدی امور خود، فاقد اهلیت تدبیر و به نحوی از انحا در ادارهٔ امور خود محجور محسوب می‌شوند. اگر مولّی‌علیهم رشید بودند و شرعاً قادر بر تصدّی امور خود بودند تحت ولایت قرار نمی‌گرفتند.
ولایت شرعی فقیه بر مردم فاقد مستند معتبر عقلی و نقلی (کتاب و سنت و اجماع) است؛ لذا مورد، تحت اصلِ عدمِ ولایت باقی می‌ماند، یعنی فقیهان ولایت شرعی بر مردم ندارند. به عبارت دیگر «حکومت ولایی» فاقد دلیل موجّه دینی است.
خبرگان منصوب

انتصاب از سوی شارع با انتخاب از جانب مردم قابل‌جمع نیست. تعیین‌کنندگان ولیّ امر، جمعی از فقیهان هستند که خبرگان خوانده می‌شوند. خبرگان را با پنج شیوه می‌توان برگزید. در یکی از این شیوه‌ها بنابر حکم اولی اعضای مجلس خبرگان مستقیماً توسط ولیّ امر منصوب می‌شوند یا با یک واسطه توسط منصوبین وی نصب می‌شوند. شرط مهم همسویی و هم‌سلیقگی و سازگاری با ولیّ امر، ملاک اصلی گزینش «خبرگان منصوب» است. نصب عام فقیهان به ولایت بر مردم راه‌حل برخی فقیهان جهت اقامهٔ دین، بازتاب فرهنگ خارج از دین بوده در زمرهٔ راه‌حل‌های متشرعه به‌حساب می‌آید و هرگز نمی‌توان آن را راه‌حل شارع در حوزهٔ سیاست قلمداد کرد، آن‌هم راه‌حل منحصربه‌فرد شرعی.
تبارشناسی ولایت فقیه

ولایت فقیه به‌شدت متأثر از شیوهٔ کشورداری غالب محیطی است که فقها در آن نفس کشیده‌اند. فقها هیچ تصویر دیگری از حکومت، زمامداری و کشورداری جز آنچه در آن بوده‌اند نداشته‌اند، و در پس ذهن خود با الگوی رایج جامعه و عصر خود و استنتاجاتی خاص نتیجه گرفته‌اند که شارع نیز می‌باید برداشت آن‌ها را تأیید کند. آنچه این گروه از فقها به عنوان ولایت فقیه مطرح کرده‌اند آمیزه‌ای از امامت انتصابی در کلام شیعه با شاهنشاهی ایرانشهری است که با فلسفهٔ فیلسوف‌شاهی افلاطونی عجین شده با تغییراتی جزئی به‌عنوان نظریه‌ای شرعی و فقهی بازتولید شده‌است. فقیه فرهمند نه از سوی مردم که از سوی شارع به ولایت می‌رسد، مصلحت مردم را بهتر از مردم درک می‌کند، و اختیاراتی همانند انسان کامل محیی الدین دارد: ولایت مطلقه.
ابتکارات خراسانی

آخوند خراسانی در میان فقیهان شیعه، کمترین حق ویژه را در حوزهٔ عمومی برای فقیهان قائل است. او درست نقطهٔ مقابل خمینی است که در میان فقیهان شیعه، بیشترین حق ویژه را در حوزهٔ عمومی برای فقیهان قائل است، یعنی ولایت مطلقه با همان اختیارات پیامبر و امام در حوزهٔ عمومی فراتر از احکام متعارف شرعی، اختیاری که خراسانی حتی برای پیامبر و ائمه نیز قائل نبود و آن را منحصر در ذات اقدس الهی دانست و از احکام دین شمردن اختیارات مطلقهٔ غیرمعصوم را بدعت معرفی کرد.
به نظر متأخر خراسانی امور حسبیه از جمله ادارهٔ جامعه و تصدّی حکومت در زمان غیبت «حق جمهور مردم» است که به عقلای مسلمین و ثقات مؤمنین تفویض شده‌است، و سازوکار آن در این زمان انتخابات آزاد است. بر این اساس شرط فقاهت در زمامداری جامعهٔ اسلامی لازم نیست.

### استیضاح رهبری دینی و سیاسی خامنه‌ای
استیضاح رهبری

من به‌عنوانِ یکی از شهروندان ایرانی، رهبر جمهوری اسلامی ایران حضرت آقای سیدعلی حسینی خامنه (ای) را به استبداد، ظلم، قانون‌شکنی، براندازی جمهوری اسلامی و وهن اسلام متهم می‌کنم.
اولاً، معتقدم ایشان با تجاوز به حقوق شهروندیِ مردم ایران به صورت نهادینه، در قامت یک دیکتاتور تمام‌عیار، حکومت مطلقهٔ شاهنشاهی را با ظاهر اسلامی بازآفرینی کرده‌است.
ثانیاً، بر این باورم که ایشان با نقض استقلال قضات و قوهٔ قضائیه، سیاسی کردن قضاوت و ظلم آشکار در حق منتقدان و ذوی‌الحقوق، «ولایت جائر» را محقّق کرده‌است.
ثالثاً، معتقدم که وی با نقض مکرّر اصول متعدّد قانون اساسی به‌ویژه در حوزهٔ تقنین و اجرا، بزرگ‌ترین قانون‌شکنی را دو دههٔ اخیر مرتکب گردیده، و با استحاله و فروپاشی قانون اساسی، بزرگ‌ترین برانداز جمهوری اسلامی بوده‌است.
رابعاً، ازآنجاکه این استبداد و ظلم و قانون‌شکنی و براندازی را به‌نام اسلام و مذهب اهل‌بیت و جانشینی رسول‌الله و ائمه و حکومت اسلامی مرتکب شده، بزرگ‌ترین ضربه را به اسلام و تشیّع و خدا و پیامبر و ائمهٔ اهل‌بیت وارد کرده، با دولتی کردن دین، مایهٔ وهن اسلام و شَین مذهب شده‌است؛ و بالاخره، با توجه به از دست دادن شرائط لازمِ ضمن عقد، ولایت ایشان ساقط است، بی‌آنکه نیازی به عزل داشته باشد.»
ابتذال مرجعیت شیعه

مجلس خبرگان رهبری در حق آقای خامنه‌ای حداقل سه بار براساس «مصلحت نظام» تخلف کرد:
اول. نادیده گرفتن اشکال خلاف قانون بودن فقدان شرط افتاء و مرجعیت بالفعل (نقض اصل ۱۰۹ قانون اساسی ۱۳۵۸).
دوم. عدم اعلام «موقت بودن رهبری» غیرقانونی آقای خامنه‌ای حداقل در دو ماه نخست رهبری ایشان (مصوّبهٔ اجلاسیهٔ ویژهٔ خبرگان رهبری مورخ ۱۴ خرداد ۱۳۶۸).
سوم. نادیده گرفتن فقدان اجتهاد مطلق یعنی صلاحیت علمی لازم برای افتاء در ابواب مختلف فقه (نقض اصول ۵، ۱۰۷ و ۱۰۹ قانون اساسی ۱۳۶۸).
داستان مرجعیت اعلای خامنه‌ای چهار گام داشت. گام اول خطیبی توانا در خدمت نظام که نه ادعای اجتهاد داشت نه رهبری و مرجعیت را به خواب می‌دید: حجت‌الاسلام‌والمسلمین خامنه‌ای. گام دوم رهبری و ولایت مطلقهٔ مؤمن مقلّد و نهایتاً مجتهد متجزّی به‌عنوان فقیه براساس مصلحت نظام از نیمهٔ خرداد ۱۳۶۸: خامنه‌ای مقام معظم رهبری. گام سوم برنامه‌ریزی برای مرجعیت از نیمهٔ خرداد سال ۶۸ و اعلام رسمی در آذر ۷۳: آیت‌الله‌العظمی خامنه‌ای مرجع جایزالتقلید. گام چهارم خیز برای مرجعیت اعلا و منحصربه‌فرد از تابستان ۱۳۷۶: "امام خامنه‌ای!" در این بلیّه تنها وی مسئول نیست، شرکای روحانی او از مدرسهٔ خمینی نیز در «ابتذال مرجعیت شیعه» با وی هم‌پرونده‌اند. خمینی با پشتوانهٔ مرجعیتش رهبر شد، و جناب خامنه‌ای با اتّکاء به رهبریش مرجع شد! رهبری و مرجعیت ایشان هر دو با قاعدهٔ «حفظ نظام اوجب واجبات است» تحصیل شد. مرجعیت مؤمن مقلّد و نهایتاً مجتهد متجزّی با اکسیر مصلحت نظام یعنی «ابتذال مرجعیت شیعه».
جنبش سبز

جنبش سبز مانند مسابقهٔ فوتبالی بود که داور و کمک‌داورهای آن، مربی تیم حریف و دستیاران او باشند و داور به تمام بازیکنان تیم مقابل کارت زرد و قرمز داده و گاهی فراموش می‌کند داور مسابقه است، و به‌جای بازیکنان تیمش بازی هم می‌کند و گل هم می‌زند! آقای خامنه‌ای از همان آغاز اعتراض مسالمت‌آمیز مردمی را «فتنه» نامید و آن را توطئهٔ دشمنان خارجی علیه نظام قلمداد کرد.

جمهوری اسلامی هرگز جرأت نکرده‌است رقبای منتقد زمامداران را محاکمه کند. مجازات شریعتمداری، منتظری، میرحسین موسوی و مهدی کروبی همگی برخلاف قانون، برخلاف شرع و برخلاف موازین حقوق بشر بوده‌است. مجازات بدون حکم دادگاه صالح، بدون حق دفاع متهم و تنها به ارادهٔ شخص اول هیچ معنایی جز استبداد و دیکتاتوری ندارد. حکومت قانون یعنی ممنوعیت مجازات غیرقانونی. زمانی استبداد در ایران پایان یافته‌است که احدی به اتهام مخالفت با منویّات اعلی‌حضرت همایونی یا مقام معظم رهبری محبوس و محصور و تبعید نشود. تنها با تغییر اسم رژیم از شاهنشاهی به جمهوری اسلامی که چیزی عوض نمی‌شود. مهم این است که تصمیم‌گیری شخصی شاه یا رهبر مادام‌العمر جایش را به تصمیمات نهادهای قانونیِ جمعیِ پاسخ‌گویِ نظارت‌پذیرِ ادواری بدهد. درهرصورت ایجاد تضییقات برای درمان منتقد محصور غیر از نقض قانون و انسانیت، نهایت ناجوانمردی و عدم مروّت است.
به دنبال سوء تفاهمی دربارهٔ شعار «نه غزه نه لبنان جانم فدای ایران» در روز قدس ۱۳۸۸ در تهران، کدیور کتباً توضیح داد که در وقوع این شعار هیچ تردیدی نیست. بحث در صحت آن است.

## نقد دیدگاه‌ها
- برخی از افراد، دفاع وی از دین اسلام و نیز نقد تاریخی‌اش به روایت‌ها (به روش سنتی و اسلامی) را نادرست می‌دانند.[۷۸]

## آثار
کدیور تا سال ۱۳۸۸ قبل از ممنوع‌القلم شدن ۱۳ جلد کتاب کاغذی و پس از آن تاکنون ۱۱ کتاب جدید الکترونیکی منتشر کرده، که اکثر آن‌ها علی‌رغم عدم انتشار کاغذی و ممنوعیت در فهرست کتابخانهٔ ملی ثبت شده‌است. در مجموع تاکنون ۲۴ کتاب از آثار کدیور منتشر شده‌است، شامل ۱۷ جلد تألیف، ۴ جلد تصحیح و ۳ جلد کتابشناسی.

### فلسفه و کلام
1. دفتر عقل، انتشارات اطلاعات، ۱۳۷۷، ۴۸۳ صفحه؛ چاپ دوم، ۱۳۸۷.

تصحیح انتقادی
1. مجموعه مصنّفات حکیم مؤسس آقا علی مدرس طهرانی، جلد اول: تعلیقات الاسفار، ۷۸۲ صفحه، انتشارات اطلاعات، ۱۳۷۸.
2. مجموعه مصنّفات حکیم مؤسس آقا علی مدرس طهرانی، جلد دوم: رسائل و تعلیقات، ۵۷۸ صفحه، انتشارات اطلاعات، ۱۳۷۸.
3. مجموعه مصنّفات حکیم مؤسس آقا علی مدرس طهرانی، جلد سوم: رسائل فارسی، تقریظات، قطعات، تعلیقات نقلیه، تقریرات و مناظرات، ۵۷۷ صفحه، انتشارات اطلاعات، ۱۳۷۸.

کتاب‌شناسی فلسفی
1. مأخذشناسی علوم عقلی: منابع چاپی علوم عقلی از ابتدا تا ۱۳۷۵، با همکاری محمد نوری، ۳ جلد، انتشارات اطلاعات، ۱۳۷۹، ۳۴۱۸ صفحه.

### سیاست
اندیشه سیاسی در اسلام
1. نظریه‌های دولت در فقه شیعه، اندیشه سیاسی در اسلام(۱)؛ نشر نی، ۱۳۷۶، ۲۲۳ صفحه، چاپ هفتم، ۱۳۸۷.
2. حکومت ولایی، اندیشه سیاسی در اسلام(۲)؛ نشر نی، ۱۳۷۷، چاپ پنجم، ۱۳۸۷، ۴۴۵ صفحه.
3. حکومت انتصابی، اندیشه سیاسی در اسلام(۳)، ۱۳۸۰، ویرایش دوم، اردیبهشت ۱۳۹۳، ۳۱۶ صفحه.

اسلام در حوزه عمومی
1. دغدغه‌های حکومت دینی؛ نشر نی، ۱۳۷۹، ۸۸۳ صفحه؛ چاپ دوم، ۱۳۷۹.
2. شریعت و سیاست: دین در حوزهٔ عمومی، ۱۳۸۸، ۴۵۷ صفحه.

اندیشه سیاسی استاد منتظری
1. در محضر فقیه آزاده: مکاتبات استاد منتظری و شاگرد، اسفند ۱۳۸۸، ویرایش دوم: بهمن ۱۳۹۳، ۳۸۲ صفحه.
2. سوگنامهٔ فقیه پاکباز (استاد منتظری)،۱۳۹۰، ویرایش دوم: دی ۱۳۹۲، ۴۰۶ صفحه.

مواجههٔ جمهوری اسلامی با علمای منتقد
1. اسنادی از شکسته شدن ناموس انقلاب: نگاهی به سال‌های پایانی زندگی سیّدکاظم شریعتمداری، مجموعهٔ مواجههٔ جمهوری اسلامی با علمای منتقد (۱)، ۱۳۹۱، ویرایش دوم: اردیبهشت ۱۳۹۴، ۴۴۷ صفحه.
2. فراز و فرود آذری قمی: سیری در تحول مبانی فکری احمد آذری قمی، مجموعهٔ مواجههٔ جمهوری اسلامی با علمای منتقد (۲)، بهمن ۱۳۹۲، ۴۸۶ صفحه.
3. انقلاب و نظام در بوتهٔ نقد اخلاقی: سیّدمحمد روحانی، مباهته و مرجعیت، مجموعهٔ مواجههٔ جمهوری اسلامی با علمای منتقد (۳)، اردیبهشت ۱۳۹۳، ۲۲۵ صفحه.
4. به نام اسلام هرچه می‌خواهند می‌کنند، بازخوانی انتقادات شیخ بهاءالدین محلاتی از انحرافات اساسی جمهوری اسلامی، دی ۱۳۹۶، ۳۲۲ صفحه.
5. بهای آزادی، دفاعیات محسن کدیور در دادگاه ویژه روحانیت، به کوشش زهرا رودی (کدیور)، نشر نی، ۱۳۷۸، چاپ پنجم، ۱۳۷۹، ۲۴۸ صفحه.

افضل‌الجهاد
1. استیضاح رهبری: ارزیابی کارنامهٔ بیست و یک‌سالهٔ رهبر جمهوری اسلامی ایران در نامهٔ سرگشاده مورخ ۲۶ تیر ۱۳۸۹ به رئیس مجلس خبرگان رهبری همراه با واکنشهای آن، مجموعهٔ افضل‌الجهاد: دفتر اول، اردیبهشت ۱۳۹۳، ۴۱۸صفحه.
2. ابتذال مرجعیت شیعه: استیضاح مرجعیت مقام رهبری، حجت‌الاسلام والمسلمین سیدعلی خامنه‌ای؛ مجموعهٔ افضل‌الجهاد: دفتر دوم؛ ۱۳۹۲، ویرایش چهارم، اردیبهشت ۱۳۹۴، ۳۱۴ صفحه.

جنبش سبز
1. ندای سبز: روایتی از جنبش سبز مردم ایران، جلد اول: نوشتارها (۹۳–۱۳۸۸)، آبان ۱۳۹۳، ۴۷۸ صفحه.

تصحیح انتقادی
1. سیاست نامهٔ خراسانی (قطعات سیاسی در آثار آخوند ملا محمد کاظم خراسانی صاحب کفایه)، مجموعه منابع پیشگامان اسلام سیاسی در ایران معاصر(۱)، انتشارات کویر، تهران، ۱۳۸۵، ۴۲۳ صفحه؛ چاپ دوم، ۱۳۸۷.

### حقوق بشر
اسلام و حقوق بشر
1. حق‌الناس (اسلام و حقوق بشر)؛ انتشارات کویر، تهران، ۱۳۸۷، ۴۳۹ صفحه.
2. مجازات ارتداد و آزادی مذهب: نقد مجازات ارتداد و سبّ‌النبی با موازین فقه استدلالی، مجموعهٔ اسلام و حقوق بشر (۲)، تیر ۱۳۹۳، ۴۰۶ صفحه.

## ترجمه آثار
1. نظریات الحکم فی الفقه الشیعی (بحوث فی و لایة الفقیه)، بیروت، دارالجدید، ۲۰۰۰ م، ۲۰۶ صفحه.
2. نظریات الدولة فی الفقه الشیعی (مع مقدمة نقدیة)، ترجمة محمد شقیر، دارالهادی، بیروت، ۲۰۰۴م، ۲۱۵ صفحه.
3. القراءة المنسیة إعادة قراءة نظریة: الأئمة الاثنا عشر علماء أبرار وأربع مقالات أخری، تعریب و تقدیم و حواشی، سعد رستم، مؤسسه الانتشار العربی، بیروت، ۲۰۱۱، ۲۱۵ صفحه.
4. الحکومة الولائیة، ترجمة السید مهدی محمدحسن الامین، مؤسسة انتشار العربی، بیروت، ۲۰۱۵م، ۵۴۴ صفحه.
5. Kadivar، Mohsen (۲۰۲۱). Human rights and reformist Islam. ترجمهٔ Niki Akhavan. Edinburgh University Press. شابک ۹۷۸۱۴۷۴۴۴۹۳۰۴.

## نقد آثار
1. مناظرهٔ عبدالکریم سروش و محسن کدیور دربارهٔ پلورالیسم دینی،انتشارات روزنامهٔ سلام، تهران، بهار ۱۳۷۸، ۱۰۳ صفحه.
2. نقد یک رویداد: نظرات موافق و مخالف بازداشت و محاکمه محسن کدیور در مطبوعات از ۹ اسفند ۷۷ تا ۲۹ فروردین ۷۸، به‌کوشش زهرا رودی (کدیور)، نشر نی، تهران، ۱۳۷۸، ۴۸۰ صفحه.
3. پرویز دستمالچی، اندیشه‌های سترون: نقدی بر اندیشه‌های «روشنفکران» دینی: محسن کدیور، حسن یوسفی اشکوری، سید محمد خاتمی، سید هاشم آقاجری و محسن آرمین؛ البرز، برلین، ۱۳۸۲، ۳۹۲ صفحه.
4. سیدمحسن صالح، بازشناسی حکومت ولایی: نقد کتاب حکومت ولایی، مرکز اسناد انقلاب اسلامی، تهران ۱۳۸۲، ۲۶۰ صفحه.
5. سید محمدمسعود معصومی‌لاری، جستاری در حکومت ولایی: نقدی بر کتاب حکومت ولایی، نشر و پژوهش معناگرا، تهران، ۱۳۸۵، ۱۷۰ صفحه.
6. ستاد پاسخگویی به مسائل مستحدثه دینی، بازخوانی مفهوم امامت و تشیع؛ نقدها و واکنش‌ها [ویژه‌نامهٔ نقد آراء کلامی کدیور]، نشریه آئینه اندیشه، شماره ۵، شهریور ۱۳۸۵، معاونت پژوهشی دفتر تبلیغات اسلامی حوزه علمیه قم، ۲۳۵ صفحه.
7. مسعود رضایی‌شریف‌آبادی و عباس سلیمی‌نمین، ورای نمودها و نمادها: انتخابات دهم از زاویه سه نامه [اکبر هاشمی رفسنجانی، میرحسین موسوی و محسن کدیور] و سه پاسخ، تهران: دفتر مطالعات و تدوین تاریخ ایران، ۱۳۸۸، ۱۳۶ صفحه.
8. عباس شریفی، شریعت و عقلانیت در موج سوم روشنفکری دینی در ایران (محسن کدیور، عبدالکریم سروش، محمد مجتهد شبستری، مصطفی ملکیان، حسین نصر، رضا داوری اردکانی): عقل نامحصور و فرجام عرفی‌گرایانهٔ آن، گام نو، تهران، ۱۳۸۸، ۲۷۸ صفحه.
9. علی ذوعلم، نقد قال: تأمّلی انتقادی به نامهٔ کدیور [استیضاح رهبری]، تهران، کانون اندیشهٔ جوان، زمستان ۱۳۸۹، ۴۰۰ صفحه.
10. پرویز دستمالچی، اندیشه‌های بدفرجام: نقدی بر اندیشه‌های تام‌گرایانه روشنفکران دینی: علی شریعتی، عبدالکریم سروش، محسن کدیور، سیدمحمد خاتمی و …، نشر گردون، برلین، ۱۳۹۱، ۴۲۲ صفحه.
11. مسعود محمدی، مرور آرا و مواضع محسن کدیور، مرور آرا و مواضع اصحاب فتنه گزارش ریشه‌ها و روند انحراف و خیانت فتنه‌گران، (اصحاب فتنه ۲)، گردآوری و تنظیم گروه مؤلفین، شناسه، تهران، ۱۳۹۱، ۹۳ صفحه.